# Pacea de la Campo Formio

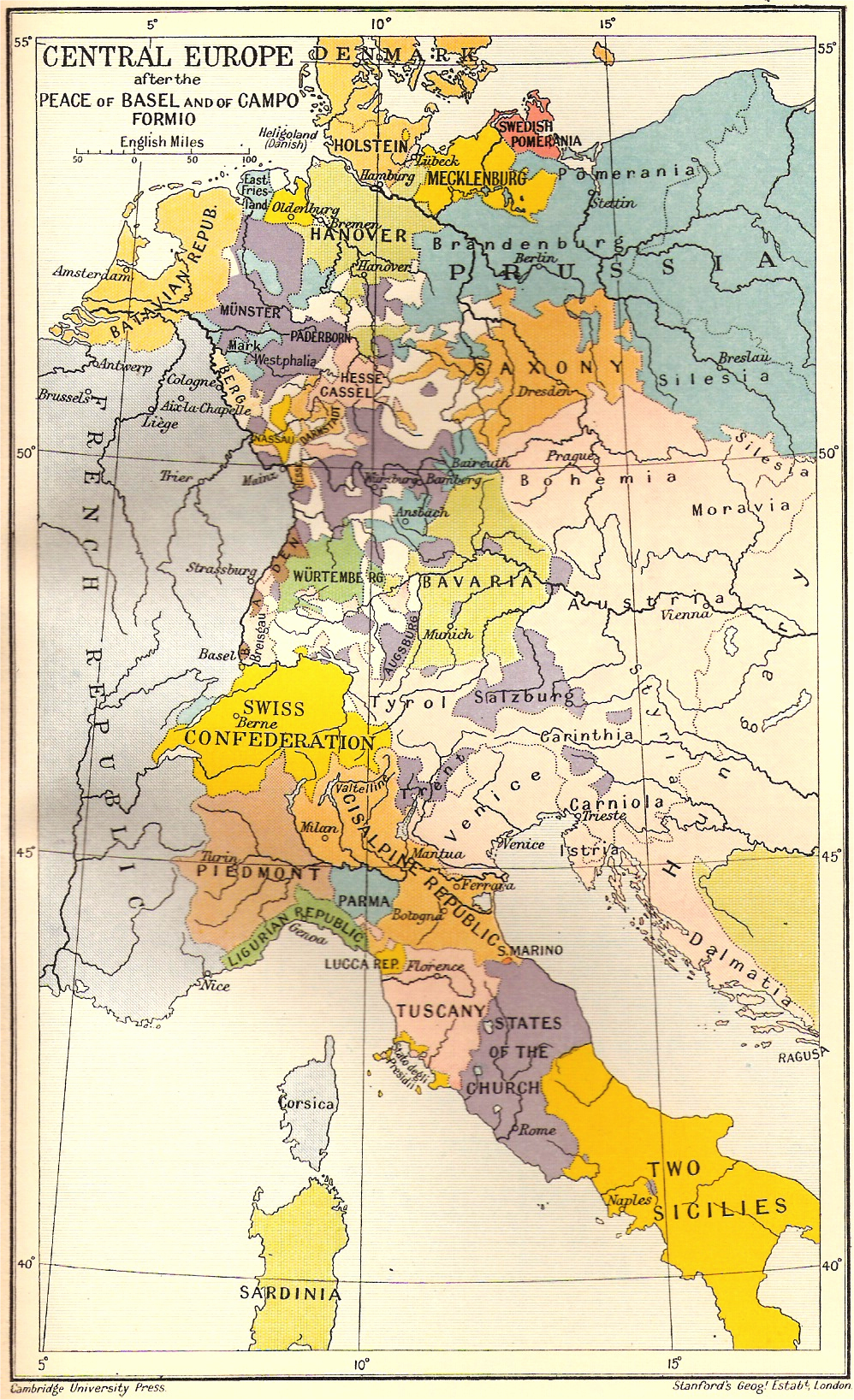
Europa Centrală după pacea din Basel si Campo Formio

Pacea de la Campo Formio este o pace încheiată la data de 17 octombrie 1797 între Franța reprezentată de Napoléon Bonaparte și Austria reprezentată de Francisc I al Austriei.

## Termeni
Tratativele de pace au încheiat războaiele franceze începute la 20 aprilie 1792. Prin tratatul de pace Austria renunța la Țările de Jos austriece în favoarea Franței și accepta noua organizare a regiunii Italia Superioară (Italia de Nord) și Veneției, împăratul austriac recunoștea independența „Republicii Cisalpine” (it. Repubblica Italiana) primind în schimb Dalmația, Istria și Veneția care era o republică cu granița la râul Adige. Franța păstrează Lombardia, cele 7 insule din Marea Ionică, insulele Korfu, Zakynthos și Kefalonia. Pentru prima oară Napoleon avea asigurată pacea în Europa, acum putea porni războiul contra Angliei.